# 308 Polyxo
308 Polyxo là một tiểu hành tinh rất lớn, thuộc kiểu T, ở vành đai chính. Nó được A. Borrelly phát hiện ngày 31.3.1891 ở Marseilles và được đặt theo tên Polyxo, một nữ thần thuộc nhóm Hyades trong thần thoại Hy Lạp.